# Крестьянин за работой
«Крестьянин за работой» (итал. Contadino al lavoro) — картина, написанная маслом на холсте итальянским художником Умберто Боччони в 1910 году в Милане, Италия.
Это произведение отражает влияние движения филиппинизма, которое позже трансформировалось в футуризм.
Ранние работы Умберто Боччони, созданные в период с 1903 по 1907 год, непосредственно связаны с традициями натурализма, распространённого в Ломбардии, особенно в Милане, в конце XIX века. Среди ярких образцов — творчество Франческо Филиппини, картины которого широко выставлялись в миланских художественных кругах. Горизонтальная композиция сельских пейзажей, использование атмосферного света и изображение женских образов в сельских и домашних условиях — всё это демонстрирует явную связь с направлением, известным как филлипинизм Современные искусствоведы признают Франческо Филиппини решающим источником вдохновения для раннего периода творчества Боччони..

## Описание
«Крестьянин за работой» — небольшая картина маслом на холсте, созданная около 1908–1910 годов в ранний миланский период художника. На полотне изображён одинокий крестьянин, работающий на земле, выполненный свободной кистью и в атмосфере, характерной для натуралистической школы Ломбардии. Картина передаёт сельский пейзаж около улицы Виа Рипамонти в Милане, рядом с местом, где Боччони часто гулял. Он жил с матерью по адресу Виа Адиже 23 — районе, вдохновившем множество его работ и набросков. Опираясь на натурализм Франческо Филиппини, Боччони развил идеи, приведшие к появлению футуризма.
Это произведение входит в цикл сельских сцен, созданных Боччони до его футуристского периода. В нём прослеживается влияние итальянского натурализма конца XIX века, особенно визуального языка Франческо Филиппини, известного своими изображениями сельского труда и сельских женщин.
Композиция подчёркивает горизонтальную структуру и тональную модуляцию, что является ранним примером изучения движений, структуры и человеческого присутствия в пейзаже — элементов, которые художник позже радикализирует в футуризме.
Картина входит в постоянную коллекцию Национальной галереи современного искусства в Риме.